# 一萬田鎮実
一萬田 鎮実（いちまた しげざね、? - 天正15年（1587年））は、戦国時代から安土桃山時代にかけての武将。豊後大友氏の家臣。一萬田鑑実の子。妻は大友義鎮（宗麟）の娘。号は宗拶
義父でもある主君の大友義鎮（宗麟）に仕え、その偏諱を賜って鎮実と名乗る。史料において活動がみられるようになるのは、1568年に大叔父・高橋鑑種の謀反鎮圧に出陣した頃からである。この頃に父が橋爪に改姓しているので、これを受けて一萬田氏の家督を譲り受けたものと思われる。翌年、立花山城番を命じられたが、毛利氏に阻まれ入城かなわず、城外で龍造寺勢力を牽制する。ところが毛利側の資料には立花城で降伏した武将に鎮実の名があり、入城できた可能性もある。
5月には立花城で毛利勢を破るが負傷。その功により、宗麟から感状を受け取る。1570年代後半には、大友家中の重臣に数えられていたらしい。宗麟の死後はその子で、鎮実にとっても義兄にあたる大友義統に引き続き仕えた。
ところが、天正15年（1587年）、突如として義統により自害を命じられて自刃。先の戦いで一族から謀反人（一族の一萬田紹伝らが島津氏に寝返ったとされる）が出て、その連座で巻き込まれたためだという。父の鑑実なども連座して自刃している。